# Station Fronołów
Station Fronołów is een spoorwegstation in de Poolse plaats Mierzwice-Kolonia.